# نام أون
نام أون (بالهانغل: 남은 / بالهانجا: 南誾 - ولد في 1354 وتوفي في 6 أكتوبر 1398) هو أحد سياسيي مملكة غوريو في آخر عهدها وأحد داعمي مملكة جوسون عند نشأتها.

## حياته

### مشكلة ولي العهد والاغتيال
بسبب حب الملك تايجو الشديد لزوجته الثانية الملكة شندوك ولدعم رئيس الوزراء جونغ دو جون ونام أون للأمير ويان فقد اختاره والده ولياً للعهد. هذا الأمر أغضب ِالأمير جونغان والذي ساهم في إنشاء الدولة بشكل كبير فأمر في أغسطس من سنة 1398 أبناء الملك من زوجته الثانية ومن يدعمهم كرئيس الوزراء ونام أون. عرفت هذه الحادثة باسم الأمراء الأول.

## العائلة
- والد الجد: نام إك جو (남익저 / 南益㫝).
  - الجد: نام تشون رو (남천로 / 南天老).
    - الأب: نام أول بون (남을번 / 南乙蕃).
    - الأم: السيدة تشوي (최씨)، وأنجبت لنام عدة إخوة هم:
      - الأخ الأكبر: نام جاي (남재 / 南在) ولد في 1351 ومات في 1419.
      - الأخ الأصغر الأول: نام شل (남실 / 南實).
      - الأخ الأصغر الثاني: نام جي (남지 / 南贄) مات في 1398.
- والد الزوجة: كم بو سون (김보손 / 金寶孫).
  - الزوجة: السيدة كم (김씨).

## التصوير الحديث
- ملك قصر تشدونغ من قناة MBC، وعرض في سنة 1983، وأدى دوره الممثل بيون هي بونغ.
- دموع التنين من قناة KBS، وعرض في سنة 1996 وحتى سنة 1998، وأدى دوره الممثل إي يونغ هو.
- جونغ دو جون من قناة KBS، وعرض في سنة 2014، وأدى دوره الممثل إم داي هو.